# Shōjo-ai
Shōjo-ai (少女愛?) è un termine giapponese dotato di un duplice significato. Il primo, quello principale, è solitamente ignorato al di fuori del Giappone.

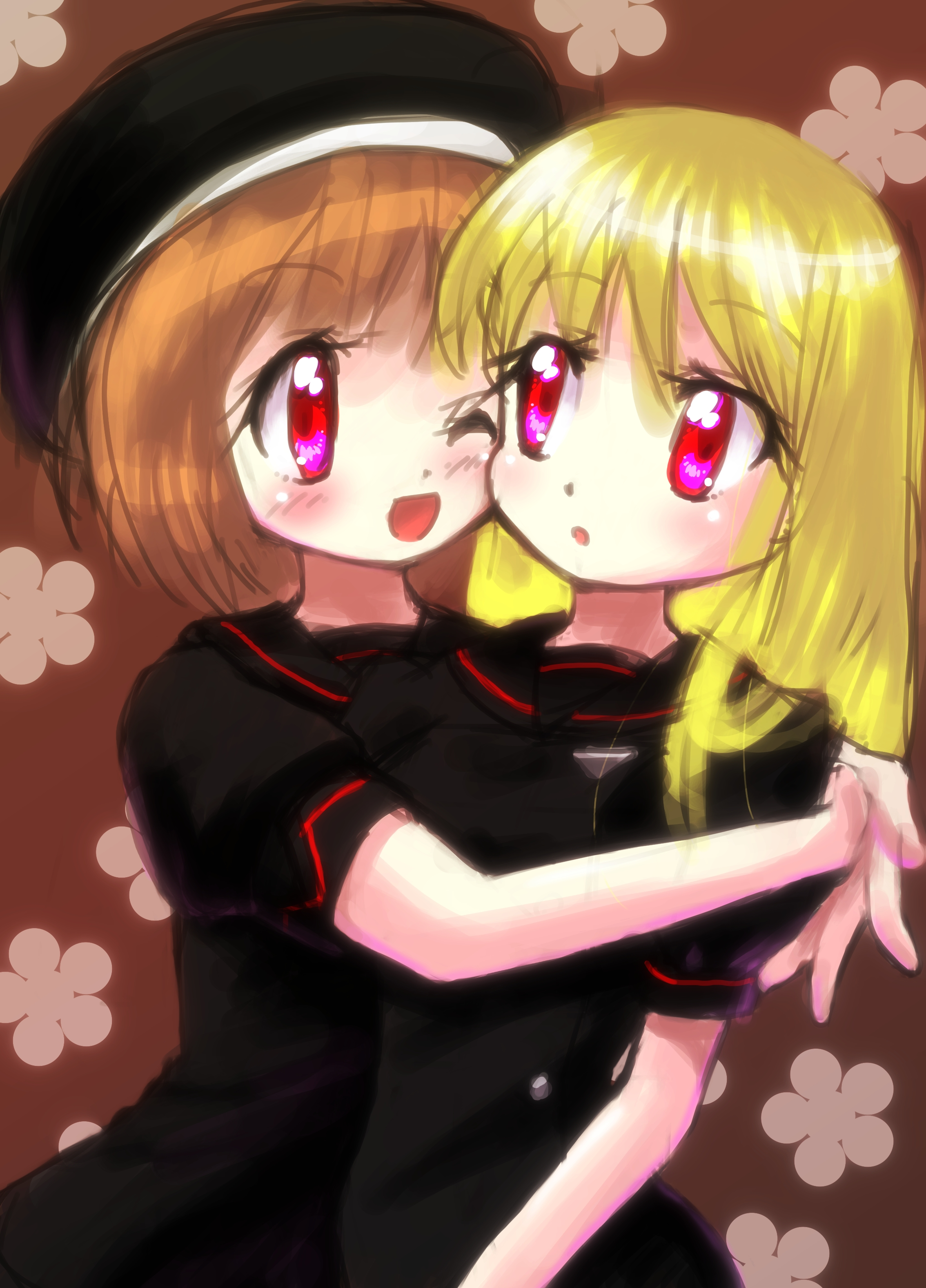
Disegno yuri.

Il significato primario ed originale indica l'attrazione, sessuale e non, provata per bambine o anche appena adolescenti. Si tratta dunque di un termine, solitamente inteso in senso negativo, che si riferisce alla pedofilia (o anche all'ebefilia nel secondo caso) indirizzata unicamente verso soggetti femminili. Un termine analogo, sempre giapponese, può essere lolicon. In questo caso shōjo-ai significa "amore per le ragazzine".
Come significato secondario, shōjo-ai può essere anche inteso come "amore tra ragazze". In questo caso si riferisce ad anime e manga che abbiano come tema principale o secondario relazioni, affettive o sessuali, tra ragazze. Il termine, parallelo a shōnen-ai, in Giappone è utilizzato unicamente all'interno dell'ambiente delle dōjinshi; il termine shōjo-ai è utilizzato solo al di fuori del Giappone, cioè in Europa e Stati Uniti, dove tuttavia il significato primario del termine è pressoché sconosciuto, come sinonimo di yuri.
In Giappone, proprio per i motivi sopra citati, si preferisce adoperare il termine yuri, rispetto a shōjo-ai che mantiene connotati negativi. Fuori dal Giappone si tende invece a identificare come opere yuri quelle che si soffermano più sul rapporto fisico che su quello emotivo, e come shōjo-ai quelle in cui si enfatizzano più i sentimenti che gli atti sessuali fisici.